# Bernard Williams (Fußballspieler)
Bernard Williams (* 25. August 1908 in Dublin; † 2004) war ein irisch-französischer Fußballspieler.

## Karriere
Der 170 Zentimeter große Williams spielte als junger Erwachsener für den englischen Amateurklub Dover United in der Kent League und war Auswahlspieler der Grafschaft Kent. Im Mai 1928 reiste er mit einer Auswahl der Kent Football Association zu einer mehrtägigen Tournee nach Frankreich, die Spiele gegen eine nordfranzösische Ligaauswahl und RC Roubaix bestritt und auch von Jules Rimet empfangen wurden. Williams war dabei Reservespieler und fungierte zudem als Linienrichter.
Zu Beginn der 1930er-Jahre trat er für die ostfranzösische AS Valentigney an. Hauptberuflich arbeitete er in einer Fahrradwerkstatt des Konzerns Peugeot, der bereits zur damaligen Zeit mit dem FC Sochaux einen Werksverein besaß, der 1932 die Division 1 als nationale erste Liga und Profiliga mitbegründete. Zu ebenjenem Klub durfte der im Sturm beheimatete Ire im selben Jahr wechseln und zählte damit selbst zu den Begründern der Liga. Zu einer Zeit, in der Ein- und Auswechslungen noch nicht möglich waren, wurde in der Mehrzahl der Spiele auf ihn zurückgegriffen, auch wenn er nicht fest gesetzt war. Im damals üblichen Fünf-Mann-Angriff spielte er in den meisten Fällen auf den Flügelpositionen. Trotz seiner hauptberuflichen Anstellung als Fußballer hatte er eine zusätzliche Anstellung im Büro, wobei solche Berufe angesichts der Begrenzung der Gehälter seitens des Verbandes als Möglichkeit galten, diese Begrenzung faktisch zu umgehen.
Nachdem er sich anfänglich in die Mannschaft von Sochaux einfügte, wurde in der Mitte der 1930er-Jahre über mehrere Saisons kaum auf ihn zurückgegriffen. Zugleich durchlebte der Klub eine sehr erfolgreiche Phase, die ihn 1935 an die Spitze der Liga brachte und Williams somit zum Teil der Meistermannschaft werden ließ. Zwei Jahre später gelang der Einzug ins nationale Pokalfinale 1937 und der Angreifer wurde trotz seiner relativ seltenen Einsätze im Endspiel aufgeboten. Dies rechtfertigte er, indem er bei der Partie gegen Racing Straßburg in der 88. Minute den 2:1-Siegtreffer erzielte. Ebenfalls 1937 bekam der gebürtige Ire, der ein Jahr zuvor eine Französin geheiratet hatte, die französische Staatsbürgerschaft verliehen. Nach einigen erfolgreichen Spielzeiten für die Mannschaft, in denen er als Spieler wenig aufgeboten wurde, kam er nach dem Pokalerfolg wieder vermehrt zum Einsatz und hatte dadurch 1938 am erneuten Gewinn der nationalen Meisterschaft einen wesentlich größeren Anteil als noch vier Jahre zuvor. Zudem wechselte er ins defensive Mittelfeld und konnte sich von 1938 an auf dieser Position durchsetzen.
1939 markierte der Beginn des Zweiten Weltkriegs einerseits das Ende des regulären Spielbetriebs und hatte andererseits zur Folge, dass abgesehen von Williams seine sämtlichen Teamkameraden mit ausländischer Herkunft Frankreich verließen. Der damals 31-Jährige hingegen entschied sich zwei Jahre nach seiner Einbürgerung für einen Verbleib und meldete sich freiwillig für die französische Armee. Nach einigen Monaten auf dem Schlachtfeld und der Kapitulation Frankreichs kehrte er unversehrt zu Sochaux zurück und setzte seine Laufbahn im Rahmen der inoffiziell ausgetragenen Kriegsmeisterschaften fort. Als 1945 der reguläre Spielbetrieb wieder aufgenommen wurde, zählte er weiter zur fest gesetzten ersten Elf, musste allerdings 1946 den Abstieg in die Zweitklassigkeit hinnehmen und wurde in der niedrigeren Spielklasse völlig aus dem Kreis der Stammspieler verdrängt. 1947 beendete er mit 38 Jahren nach 110 Erstligapartien mit fünf Toren, fünf Zweitligapartien ohne Tor sowie weiteren inoffiziellen Erstligapartien während des Krieges seine aktive Laufbahn. Mit seiner Familie blieb er in Montbéliard bei Sochaux und verbrachte den Rest seines Lebens in Frankreich, bis er 2004 mit 96 Jahren starb. Weder in Irland noch in Frankreich war er zu einer Berufung in die Nationalmannschaft gekommen.